# Liste der Monuments historiques in Bey-sur-Seille
Die Liste der Monuments historiques in Bey-sur-Seille führt die Monuments historiques in der französischen Gemeinde Bey-sur-Seille auf.

## Liste der Objekte
| Bezeichnung                                          | Beschreibung                                                                                               | Standort                        | Kennzeichnung | Schutzstatus | Datum | Bild |
| ---------------------------------------------------- | --- | ------------------------------- | ------------- | ------------ | ----- | ---- |
| Hauptaltar                                           | Altartisch mit Altaraufbau, Tabernakel und Exposition; Stein, teilweise vergoldet, Mosaik, Marmor, um 1925 | in der Kirche St-Étienne (Lage) | PM54001414    | Inscrit      | 2004  |      |
| Gemälde Porträt einer schlafenden jungen Italienerin | Ölfarbe auf Karton, um 1870 von Jacques-Eugène Feyen                                                       | in der Mairie (Lage)            | PM54001416    | Inscrit      | 2005  |      |
| Skulpturen der vier Evangelisten                     | Holz, 19. Jahrhundert                                                                                      | in der Kirche St-Étienne (Lage) | PM54001415    | Inscrit      | 2004  |      |
| Zeichnung Porträt eines Fischers aus Cancale         | Bleistift und Kreide auf Papier, um 1870 von Jacques-Eugène Feyen                                          | in der Mairie (Lage)            | PM54001418    | Inscrit      | 2005  |      |
| Kelch und Patene                                     | Silber, vergoldet, vor 1686                                                                                | in der Kirche St-Étienne (Lage) | PM54000066    | Classé       | 1983  |      |
| Gemälde Flucht nach Ägypten                          | Ölfarbe auf Leinwand, Holzrahmen, 1846 von Jacques-Eugène Feyen                                            | in der Kirche St-Étienne (Lage) | PM54001413    | Inscrit      | 2004  |      |
| Gemälde Porträt eines Mädchens aus Cancale           | Ölfarbe auf Karton, um 1870 von Jacques-Eugène Feyen                                                       | in der Mairie (Lage)            | PM54001417    | Inscrit      | 2005  |      |